# Hot Fives & Sevens
Hot Fives & Sevens ist eine vier CDs umfassende Sammlung, die alle Einspielungen von Louis Armstrong and His Hot Five sowie einiger ähnlicher Combos (insbesondere seiner Hot Seven und seiner Savoy Ballroom Five) enthält. Die Boxset umfasst wichtige Aufnahmen des frühen Hot Jazz aus den Jahren 1925 bis 1930, die bis 1928 in Chicago und seit 1929 in New York entstanden sind; auf den beiden ersten CDs sind alle Aufnahmen der ursprünglichen Hot Five (sowie der Hot Seven) versammelt. Auf der dritten CD finden sich Aufnahmen der neu besetzten Hot Five (nun ein Sextett), die auch als Teil von Carroll Dickersons Savoyagers, als Louis Armstrong and His Savoy Ballroom Five und sogar als Louis Armstrong and His Orchestra auftraten. Auf der vierten CD finden sich weitere (meist mit großformatigeren Ensembles eingespielte) Aufnahmen Armstrongs aus den Jahren 1929 und 1930, die an diese Besetzungen anschließen.

## Entstehungsgeschichte
Louis Armstrong kehrte im November 1925 von New York, wo er bei Fletcher Henderson gespielt hatte, nach Chicago zurück. Während er abends mit verschiedenen Gruppen in den Clubs und Theater auftrat, griff er für Schallplattenaufnahmen auf Musiker zurück, die er von seiner Zeit bei King Oliver 1923 kannte, sowie auf Kid Ory, mit dem er bereits in New Orleans spielte. Armstrong nahm mit diesen Hot Five, die 1927 auch zu den Hot Seven erweitert wurde, für die Okeh Records von Otto Heinemann in den Okeh Studios in der Washington Street auf. Die Aufnahmen erschienen als Schellackplatten und wurden erst ab den 1950er Jahren zu Langspielplatten gebündelt.

## Bedeutung
Armstrongs Studioquintett Hot Five ging „in die Jazzgeschichte ein“ und legte in den nächsten Jahren, im Golden Age des Jazz, „eine Reihe von Aufnahmen [vor], die bis heute noch unübertroffen sind“. Für Ralf Dombrowski sind die Aufnahmen der Hot Five und Hot Seven „eine der Grundlagen des Jazz überhaupt“. Anders als bei späteren Aufnahmen Armstrongs ist hier sein virtuoses Spiel noch als Primus inter pares in die Band integriert; er ist noch nicht der dominierende Solist. „Das macht die Größe dieses Studio-Ensembles aus.“ „Mit dieser dynamischen Combo sprang das Niveau der Interpretation mit einem Male auf eine neue Stufe.“ Der Band gelangen nicht nur zahlreiche Hits wie Heebies Jeebies (mit dem ersten virtuosen Scatgesang der Jazzgeschichte), dem Muskrat Ramble oder Basin Street Blues, sondern die Interpretation von Stücken wie Cornet Chop Suey oder Potato Head Blues zeigten ein künstlerisches Potenzial, das „dem Jazz zum Ansehen einer ernstzunehmenden Musik“ verhelfen konnte.
Der Kritiker Odilo Clausnitzer urteilt über Armstrongs Hot Five: „Hätte er nur diese Aufnahmen und nichts anderes gemacht, er wäre wohl trotzdem eine der bedeutendsten Persönlichkeiten in der Geschichte des Jazz.“

## Titelliste und Angabe zu den Aufnahmen
Sofern nicht anders verzeichnet, sind die Songs von Louis Armstrong geschrieben.

### Disk 1
1. My Heart (Lil Armstrong) – 2:27
2. Yes! I’m in the Barrel – 2:40
3. Gut Bucket Blues – 2:45
4. Come Back Sweet Papa (Paul Barbarin, Luis Russell) – 2:32
5. Georgia Grind (Spencer Williams) – 2:36
6. Heebie Jeebies (Boyd Atkins, Herbert Stothart) – 2:56
7. Cornet Chop Suey – 3:19
8. Oriental Strut (Johnny St. Cyr) – 3:03
9. You’re Next – 3:17
10. Muskrat Ramble (Ray Gilbert, Kid Ory) – 2:34
11. Don’t Forget to Mess Around (Armstrong, Barbarin) – 3:04
12. I’m Gonna Gitcha (Lil Hardin) – 2:46
13. Droppin’ Shucks (Lil Hardin) – 2:54
14. Who’ Sit (Jones) – 2:47
15. He Likes It Slow (J. Edwards) – 2:44
16. The King of the Zulus (A Chit'lin' Rag) (Lil Armstrong) – 3:07
17. Big Fat Ma and Skinny Pa (Richard M. Jones) – 3:02
18. Lonesome Blues (Lil Hardin) – 3:05
19. Sweet Little Papa (Kid Ory) – 2:47
20. Jazz Lips (Lil Hardin) – 3:03
21. Skid-Dat-De-Dat (Lil Hardin) – 3:07
22. Big Butter and Egg Man (Armstrong, Percy Venable) – 3:01
23. Sunset Cafe Stomp (Armstrong, Venable) – 2:47
24. You Made Me Love You (Armstrong, Venable) – 2:54
25. Irish Black Bottom (Armstrong, Venable) – 2:37

Aufnahmedaten
- 12. November 1925: [1]-[3]
- 22. Februar 1926: [4]
- 26. Februar 1926: [5]-[10]
- 16. Juni 1926: [11]-[14]
- 18. (?) Juni 1926: [15] + Joe & Susie Edwards (Butterbeans and Susie): voc
- 23. Juni 1926: [16]-[19] (auf [16], [17]: + Clarence Babcock: Sprecher)
- 16. November 1926: [20]-[23] (auf [22], [23]: + May Alix: Gesang)
- 27. November 1926: [24]-[25]; vermutlich Hy Clark anstelle von Kid Ory

### Disk  2
1. Willie the Weeper (Marty Bloom, Walter Melrose, Grant Rymal) – 3:10
2. Wild Man Blues (Armstrong, Jelly Roll Morton) – 3:13
3. Chicago Breakdown (Morton) – 3:21
4. Alligator Crawl (Joe Davis, Andy Razaf, Fats Waller) – 3:04
5. Potato Head Blues – 2:58
6. Melancholy Blues (Bloom, Melrose) – 3:05
7. Weary Blues (Artie Matthews) – 3:01
8. Twelfth Street Rag (Euday L. Bowman) – 3:06
9. Keyhole Blues (Wesley Wilson) – 3:29
10. S.O.L. Blues – 2:55
11. Gully Low Blues – 3:18
12. That's When I'll Come Back to You (Frank Biggs) – 2:58
13. Put ’Em Down Blues (E. J. Bennett) – 3:17
14. Ory's Creole Tombstone (Ory) – 3:07
15. The Last Time (Billy H. Ewing, Sara Martin) – 3:32
16. Struttin’ with Some Barbecue (Hardin, Don Raye) – 3:06
17. Got No Blues (Hardin) – 3:26
18. Once in a While (William Butler) – 3:19
19. I'm Not Rough (Armstrong, Hardin) – 3:05
20. Hotter Than That (Armstrong, Hardin) – 3:05
21. Savoy Blues (Ory) – 3:28

Aufnahmedaten und abweichende Besetzungen
- 7. Mai 1927: [1]-[2]: Hot Seven, d. h. zusätzlich zur Hot Five Pete Briggs (Tuba), Baby Dodds (Schlagzeug; John Thomas anstelle von Kid Ory an der Posaune)
- 9. Mai 1927: [3]: Diese Aufnahme entstand mit Armstrongs regulärer Band, den Sunset Stompers, Boyd Atkins (Klarinette, Sopran- und Altsaxophon), Joe Walker (Alt- und Baritonsaxophon), Albert Washington (Tenorsaxophon), Honoré Dutrey (Posaune), Earl Hines (Piano), Pete Briggs (Tuba), Tubby Hall (Schlagzeug), Carroll Dickerson (Leitung)
- 10.–14. Mai 1927: [4]-[12]: Hot Seven
- 2. September 1927: [13]-[14], Hot Five in der Ursprungsbesetzung
- 6. September 1927: [15], Hot Five in der Ursprungsbesetzung
- 9. September 1927: [16]-[17], Hot Five in der Ursprungsbesetzung
- 10. Dezember 1927: [18]-[19]: + Lonnie Johnson: Gitarre
- 13. Dezember 1927: [20]-[21]: + Lonnie Johnson: Gitarre, Johnny St. Cyr: in [21] ebenfalls Gitarre

### Disk 3
1. Fireworks (Clarence Williams, Spencer Williams) – 3:09
2. Skip the Gutter (S. Williams) – 3:10
3. A Monday Date (Earl Hines, Sid Robin) – 3:15
4. Don't Jive Me (Hardin) – 2:50
5. West End Blues (King Oliver, C. Williams) – 3:21
6. Sugar Foot Strut (Pierce) – 3:23
7. Two Deuces (Hardin) – 2:58
8. Squeeze Me (Waller, C. Williams) – 3:26
9. Knee Drops (Hardin) – 3:28
10. Symphonic Raps (Maurice Abrahams) – 3:15
11. Savoyagers' Stomp (Armstrong, Hines) – 3:13
12. No, Papa, No (Victoria Spivey) – 2:54
13. Basin Street Blues (S. Williams) – 3:16
14. No One Else But You (Don Redman) – 3:24
15. Beau Koo Jack (Armstrong, Alex Hill, Melrose) – 3:01
16. Save It, Pretty Mama (Davis, Paul Denniker, Redman) – 3:19
17. Weather Bird – 2:42
18. Muggles (Armstrong, Hines) – 2:52
19. Hear Me Talking to Ya? (Armstrong, Redman) – 3:17
20. St. James Infirmary (Joe Primrose, Traditional) – 3:14
21. Tight Like This (Armstrong, Langston Curl) – 3:12
22. Knockin' a Jug (Armstrong, Eddie Condon) – 3:15

Aufnahmedaten und Besetzungen
- 27. Juni 1928: [1]-[3]: Louis Armstrong and His Hot Five: Jimmy Strong (Klarinette, Tenorsaxophon), Fred Robinson (Posaune), Earl Hines (Piano), Mancy Carr (Banjo), Zutty Singleton (Schlagzeug)[4]
- 28. Juni 1928: [4]-[6] (gleiche Besetzung)
- 29. Juni 1928: [7]-[8] (gleiche Besetzung)
- 5. Juli 1928: [9] (gleiche Besetzung)
- 5. Juli 1928: [10]-[11]: Carrol Dickerson's Savoyagers (mit Armstrong und Homer Hobson (Trompete), Fred Robinson (Posaune), Bert Curry, Crawford Wethington (Altsaxophon), Jimmy Strong (Klarinette, Tenorsaxophon), Earl Hines (Piano), Mancy Cara (Banjo), Zutty Singleton (Schlagzeug))
- 4. Dezember 1928: [12]-[13]: Louis Armstrong and His Orchestra: Jimmy Strong (Klarinette, Tenorsaxophon), Fred Robinson (Posaune), Earl Hines (Piano), Mancy Carr (Banjo), Zutty Singleton (Schlagzeug)
- 5. Dezember 1928: [14]-[16]: Louis Armstrong and His Savoy Ballroom Five: Jimmy Strong (Klarinette, Tenorsaxophon), Fred Robinson (Posaune), Earl Hines (Piano), Dave Wilborn (Banjo), Zutty Singleton (Schlagzeug)
- 5. Dezember 1928: [17]: Louis Armstrong mit Earl Hines
- 7. Dezember 1928: [18]: Louis Armstrong and His Orchestra: Jimmy Strong (Klarinette, Tenorsaxophon), Fred Robinson (Posaune), Earl Hines (Piano), Mancy Carr (Banjo), Zutty Singleton (Schlagzeug)
- 7. Dezember 1928: [19]-[21]: Louis Armstrong and His Savoy Ballroom Five: Jimmy Strong (Klarinette, Tenorsaxophon), Fred Robinson (Posaune), Earl Hines (Piano), Mancy Carr (Banjo), Zutty Singleton (Schlagzeug)
- 5. März 1929: [22]: Louis Armstrong and His Orchestra: Happy Caldwell (Tenorsaxophon), Jack Teagarden (Posaune), Joe Sullivan (Piano), Eddie Lang (Gitarre), Kaiser Marshall (Schlagzeug)

### Disk 4
1. I Can't Give You Anything but Love (Dorothy Fields, Jimmy McHugh) – 3:26
2. Mahogany Hall Stomp (S. Williams) – 3:18
3. Ain’t Misbehavin’ (Harry Brooks, Razaf, Waller) – 3:16
4. Black and Blue (Brooks, Razaf, Waller) – 3:03
5. That Rhythm Man (Brooks, Razaf, Waller) – 3:05
6. Sweet Savannah Sue (Brooks, Razaf, Waller) – 3:09
7. Some of These Days (Shelton Brooks) – 2:55
8. Some of These Days (S. Brooks) – 3:07
9. When You're Smiling (The Whole World Smiles with You) (Mark Fisher, Joe Goodwin, Larry Shay) – 2:53
10. When You're Smiling (The Whole World Smiles with You) (Fisher, Goodwin, Shay) – 3:25
11. After You’ve Gone (Henry Creamer, Turner Layton) – 3:17
12. I Ain't Got Nobody (S. Williams) – 2:41
13. Dallas Blues (Lloyd Garrett, Hart A. Wand) – 3:11
14. St. Louis Blues (W. C. Handy) – 2:58
15. Rockin’ Chair (Hoagy Carmichael) – 3:17
16. Song of the Islands (Charles E. King) – 3:32
17. Bessie Couldn’t Help It (Charles A. Bayha, Jacques Richmond, Byron Warner) – 3:24
18. Blue Turning Grey over You (Razaf, Waller) – 3:31
19. Dear Old Southland (Creamer, Layton) – 3:21
20. Rockin’ Chair (Carmichael) – 3:16
21. I Can’t Give You Anything but Love (Fields, McHugh) – 3:27

Aufnahmedaten und Besetzungen
- 5. März 1929: [1]-[2]: Louis Armstrong and His Savoy Ballroom Five: Albert Nicholas, Charles Holmes (Altsaxophon), J. C. Higginbotham (Posaune), Luis Russell (Piano), Eddie Condon (Banjo), Lonnie Johnson (Gitarre), Pops Foster (Bass), Paul Barbarin (Schlagzeug)
- 19. Juli 1929: [4]-[8]: Louis Armstrong and His Orchestra: Carrol Dickerson (Violine, Leiter), Homer Hobson (Trompete), Bert Curry, Crawford Wethington (Altsaxophon), Jimmy Strong (Klarinette, Tenorsaxophon), Fred Robinson (Posaune), Gene Anderson (Piano, Celesta), Mancy Carr (Banjo), Pete Briggs (Tuba), Zutty Singleton (Schlagzeug)
- 11. September 1929: [9]-[11]: Louis Armstrong and His Orchestra (gleiche Besetzung)
- 10. Dezember 1929: [12]-[13]: Louis Armstrong and His Orchestra: Otis Johnson, Henry Red Allen (Trompete), Albert Nicholas, Charles Holmes (Altsaxophon), Teddy Hill (Tenorsaxophon), J. C. Higginbotham (Posaune), Luis Russell (Piano), Will Johnson (Gitarre), Pops Foster (Bass), Paul Barbarin (Schlagzeug)
- 13. Dezember 1929: [14]-[15]: Louis Armstrong and His Orchestra (gleiche Besetzung) + Hoagy Carmichael (Gesang)
- 24. Januar 1930: [16]: Louis Armstrong and His Orchestra (gleiche Besetzung + Streicher)
- 1. Februar 1930: [17]-[18]: Louis Armstrong and His Orchestra (gleiche Besetzung ohne Streicher, William Blue ersetzt Nicholas)
- 5. April 1930: [19]: Armstrong mit Buck Washington (piano)
- 13. Dezember 1929: [20]: Louis Armstrong and His Orchestra (gleiche Besetzung) + Hoagy Carmichael (Gesang)
- 5. März 1930: [21]: Louis Armstrong and His Savoy Ballroom Five (Besetzung wie weiter oben, gleiches Datum)

## Editionsgeschichte
Erste Sammlungen von Aufnahmen der Hot Five und Hot Seven brachten die niederländische Philips (1956) und umfassender die britische Parlophone bzw. das deutsche Odeon-Label um 1960 auf den Markt. Im Jahr 2000 folgte neben einer Gesamtausgabe von Columbia Legacy die hier behandelte 4-CD-Box bei JSP Records, die später von Definitive veröffentlicht wurde. JSP beauftragte mit dem Remastering der Aufnahmen den bekannten Toningenieur John R. T. Davies.

## Kritiken
Die Sammlung wurde von der Kritik sehr positiv gewürdigt. Bei Allmusic hat sie fünf (von fünf) Sternen erhalten. Deren Kritiker Cub Koda bemerkte, dass die CD-Box, deren Material ja schon einige Male vorab in anderer Form verfügbar war, sich durch eine hervorragende klangliche Bearbeitung auszeichne. Für den Penguin Guide to Jazz gehört Hot Fives & Sevens (zumindest die ersten drei CDs davon) zum Kern von Sammlungen; zusätzlich zu den vier (möglichen) Sternen ist daher die Box noch mit einer Krone ausgezeichnet. Richard Cook und Brian Morton sind der Ansicht, dass das Remastering von John R. T. Davies Superlative verdiene. Die Sammlung sei ebenso gut wie die Edition The Complete Hot Five and Hot Seven Recordings von Columbia, die viele Fans für definitiv hielten. Zum gleichen Urteil kam  2008 auch, insbesondere wenn das Preis-Leistungs-Verhältnis berücksichtigt werde, Jazz : The Basics. Michael Minn hält in seiner Armstrong-Diskographie fest, dass aufgrund des Remastering durch John R.T. Davies diese Ausgabe die am besten klingende Sammlung der Aufnahmen der Hot Five bzw. Hot Seven sei. Bei der Columbia-Edition The Complete Hot Five and Hot Seven Recordings seien zwar die Oberflächen-Geräusche weitgehend beseitigt worden. Dennoch hätten die Stücke der JSP-Box mehr „Leben“, da die Lärmreduktions-Software von Sony-Cedar bei der Columbia-Sammlung auch einiges von der harmonischen Unausgeglichenheit bereinigt hätte, die zu diesen Aufnahmen dazu gehörten und sie wirklicher machten. Andererseits fand Ben Ratliff nur eine „tolerable Alternative“ zur Edition The Complete Hot Five and Hot Seven Recordings von Columbia Legacy (C4K 63257), deren klares Klangbild er bevorzuge.